# Johann Friedrich Berwald
Johann Friedrich Berwald  (* 18. März oder 22. März 1711 in Königsberg in der Neumark; † 11. Juni 1789 in Ludwigslust) war ein deutscher Musiker.

## Leben und Wirken
Berwald stammte aus einer weitverzweigten deutsch-schwedischen Musikerfamilie. Er war der Sohn des Stadtpfeifers Johann Gottfried Berwald (* 1679) aus der Neumark. 
Er diente von 1736 bis 1739 als Oboist der Königlichen Garde in Kopenhagen. 1739 zog er mit seiner Frau Susanne Geneé und seinem ersten Sohn Johann Gottfried nach Schleswig-Holstein. Dort wirkte er als Hofmusiker Friedrich Ernst von Brandenburg-Kulmbachs an dessen Wohnsitzen Schloss Gottorf und Schloss Friedrichsruh (Drage). Von 1740 bis 1772 stand er außerdem der Schleswiger Stadtmusik vor. Aus „oekonomischer Bedrängniß“ gab er 1772 sein Amt auf und fand eine Stellung als „Hofmusicus und Flautotraversist“ der Ludwigsluster Hofkapelle.
Aus seinen vier Ehen stammten 25 Kinder, sechs davon wurden ebenfalls als Musiker bekannt: Johann Gottfried Berwald, Christian Friedrich Georg Berwald, Christina Sophia Berwald, Friedrich Adolf Berwald, Georg Johann Abraham Berwald und Friedrich Carl Wilhelm Berwald.